# Хмельниччина
Національно-визвольна війна(Хмельниччина, Польсько-козацька війна, Козацька революція, Велика українська революція, Українська революція, Визвольна війна українського народу проти польсько-шляхетського панування, Визвольна війна[сторінка?]) — назва історичного періоду, що мав місце у проміжку між 1648 та 1657 роками, та повстання під проводом Богдана Хмельницького, під час яких Річ Посполита втратила контроль над центральною частиною українських етнічних земель, на яких постала незалежна Українська козацька держава на чолі з гетьманом. Цей період розглядають як першу фазу Української національної революції XVII століття.
Повстання супроводжувалося масовими вбивствами козаками цивільного населення, особливо римо-католицького та уніатського духовенства і євреїв, які були орендарями, і яких селяни розглядали як своїх безпосередніх гнобителів. Одночасно з цим, доволі жорстокі методи боротьби використовували і польські можновладці, наприклад, воєвода Руський Ярема Вишневецький.

## Передумови, причини та привід
Після придушення козацьких повстань (кінець XVI — перша половина XVII століття) владі Речі Посполитої здалося, що вона остаточно підкорила козаків, оскільки збройні виступи на деякий час припинилися. Навіть роки від 1638 до 1648 року отримали назву «десятиріччя золотого спокою». Проте в середині XVII століття становище українського (за тодішнью термінологією - руського) народу під владою Речі Посполитої стало, на думку деяких істориків, особливо важким. В Україні не було жодної соціальної верстви населення, яка б не зазнавала утисків у правах, окрім руської шляхти, яка була повноправною. Тому спокій, що запанував після повстань не був довготривалим, адже наявні протиріччя залишалися невирішеними.
Національно-визвольна боротьба українців проти панування Речі Посполитої була обумовлена об'єктивними передумовами і причинами, які мали соціально-економічний, релігійний та національний характер.
Передумови:
- Формування української ранньоновітньої нації, яка у межах Речі Посполитої фактично не мала шансів на повноцінний розвиток.
- Перетворення українського козацтва на провідну політичну силу, яка вважала, що виражала ідеї народу і внаслідок загострення протиріч між Україною і урядом Речі Посполитої відігравала роль суспільного детонатора.
- Поширення ідей боротьби за національну незалежність та особисту свободу людини, які набули поширення на той час у Європі.

Причини:
- Козацтво зазнавало постійних утисків: магнати відбирали в них хутори, луки, ставки, млини, змушували платити нечувані податки. За будь-яку непокору козаків кидали до в'язниць, де їх катували. Більш того — багатьох з них перетворювали на кріпаків.

|  | ... вони (феодали) поводяться з нами не так, як годиться чинити з лицарськими людьми, гірше знущаються з нас, ніж зі своїх невільників і роблять нам усілякі кривди. Не тільки в майні своєму, а й самі собі ми не вільні. |

- Посилюється гноблення селянства, яке дедалі більше ототожнюється з пануванням Речі Посполитої. Панщина на Наддніпрянщині досягла чотирьох днів на тиждень, у західних районах — шести. Крім панщини, селяни мусили виконувати й інші різноманітні натуральні та грошові повинності, а також працювати в маєтку феодала: стерегти панське майно, білити полотно, лагодити греблі, возити дрова тощо.

|                               | ... селяни змушені віддавати своїм панам усе, що тим заманеться вимагати. Не дивно, що цим злидарям у тяжких умовах не залишається нічого для себе. Але це ще не все: пани мають безмежну владу не тільки над селянським майном, а й над їхнім життям. |
| — Ґійом де Боплан про Україну | |

- Міщан українського походження усували від участі в міському самоврядуванні, натомість на посади брали іноземців.
- Чинилися перешкоди вступу українців до цехів, заняття ними ремеслом чи торгівлею.
- Збільшився тиск на православну церкву, звичайним людям насаджували греко-католицизм або католицизм.
- Застосовувалися обмеження щодо освіти та вживання української мови.

1646 року відбулася подія, що значною мірою вплинула на перебіг історичних подій. За відсутності господаря на Суботів здійснив напад чигиринський підстароста Д. Чаплинський, який, пограбувавши хутір, убив його наймолодшого сина та забрав жінку, з якою мав намір одружитися овдовілий Богдан. Варто зауважити: подібні випадки були звичним явищем з боку шляхти Речі Посполитої, тому Хмельницький спочатку намагався покарати підстаросту законними методами через короля, але всі прохання виявилися марними. Цей випадок остаточно переконав його в необхідності докорінних змін у державі.

## Перебіг

### 1648—1649. Зборівська угода

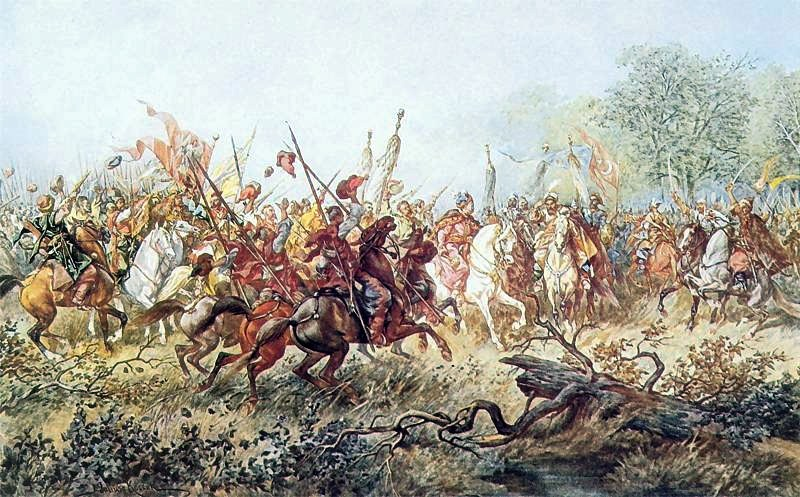
Зустріч Хмельницького з Тугай-беєм.

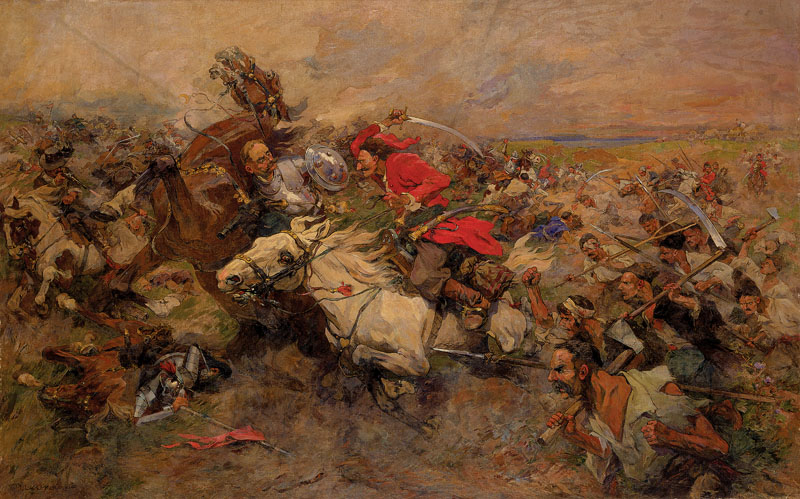
Бій Кривоноса з Вишневецьким.

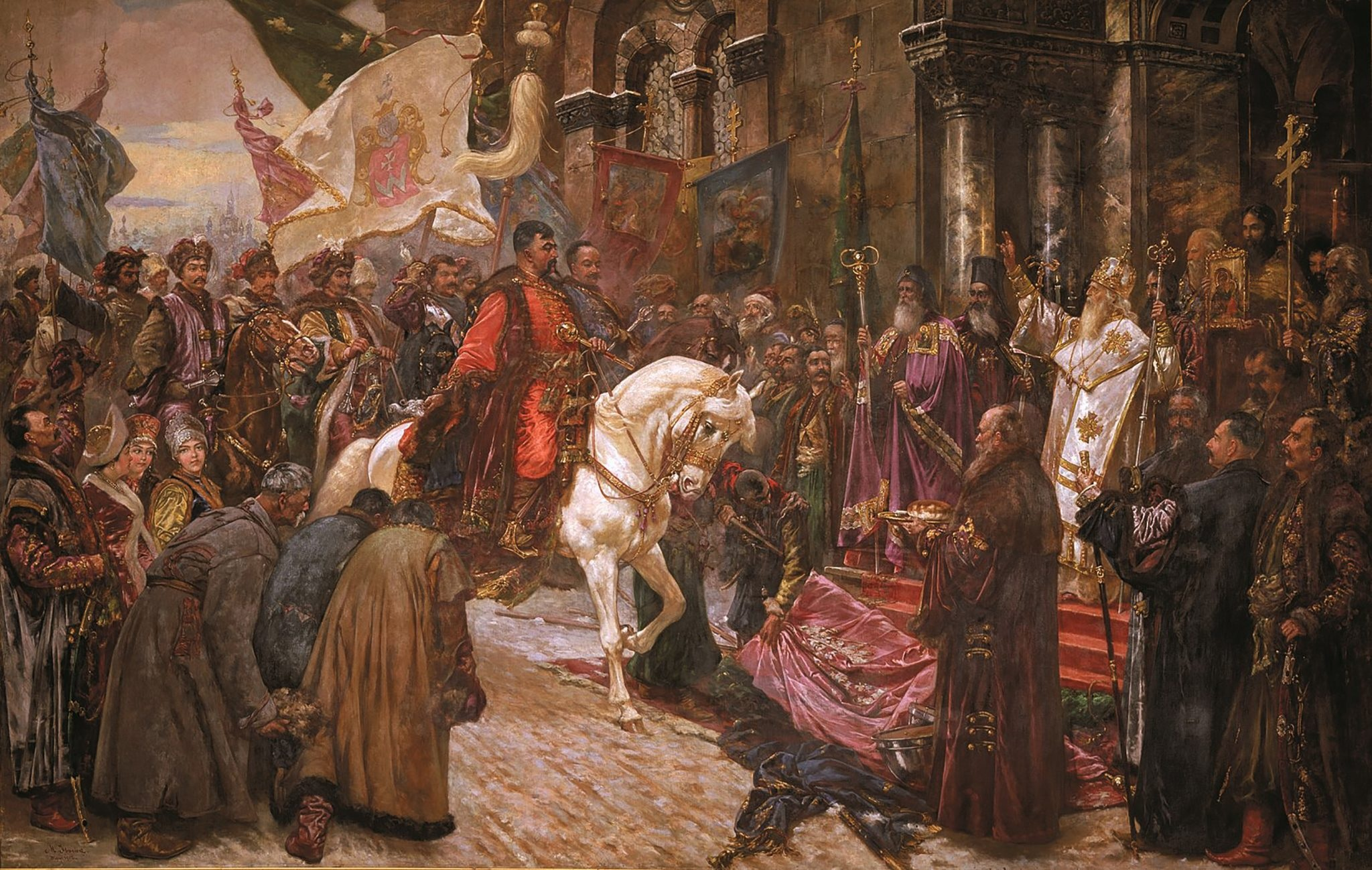
Тріумфальний в'їзд Хмельницького до Києва

25 січня 1648 року Богдан Хмельницький на чолі невеликого загону (близько 5-тис.) реєстрових і запорізьких козаків, напав на залогу Речі Посполитої на острові Базавлук (на Дніпрі) і знищив її. Це звільнило Запорізьку Січ від контролю Речі Посполитої, притягнуло запорожців на бік Богдана Хмельницького, обраного гетьманом. Наступні кілька місяців тривала підготовка ширшого повстання; розсилалися універсали, які заохочували козаків, селян і міщан стати проти шляхти. Дуже важливим був договір, який Богдан Хмельницький уклав з Османською імперією, а також з кримським ханом Іслямом III Ґераєм, за яким Тугай-бей з 40-тисячним загоном кримських татар мав допомогти козакам.
Щоб ліквідувати повстання, у квітні 1648 року уряд Речі Посполитої вислав 30 000 військових проти Хмельницького. Не очікуючи поважніших труднощів, полководці Речі Посполитої — великий гетьман М. Потоцький і польний гетьман коронний М.Калиновський— поділили свої сили. Це була велика тактична помилка. Близько 10 000 повстанців оточили 6 000-тисячний авангард Речі Посполитої на чолі з сином гетьмана Стефаном Потоцьким під Жовтими Водами і 16 травня 1648 року знищили його, а 26 травня 1648 під Корсунем Хмельницький з кримськими татарами розгромив головне військо Речі Посполитої, керівники якого потрапили в кримський полон.
Але вже 8 червня 1648 року Хмельницький відправив московському царю Олексію Михайловичу лист з проханням про заступництво.
Після перемог Хмельницького по всій Україні розгорілася війна між українськими козацькими і шляхетськими загонами Речі Посполитої. Жорстокі бої відбулися на Правобережжі влітку 1648 року між загонами полковника М.Кривоноса і шляхетськими частинами під проводом князя Я.Вишневецького. Під час цих боїв населення дуже потерпіло. Військо Речі Посполитої систематично вирізало всіх козаків і селян, включно з дітьми, жінками і старими, а повстанці так само поводилися зі шляхтою, католицьким духівництвом і євреями, чимало яких допомагали шляхті Речі Посполитої.
Наприкінці літа уряд Речі Посполитої вислав ще одне, добре виряджене, 40-тисячне військо (32 000 поляків, 8 000 найманих німецьких жовнірів) проти Хмельницького. Але провід цього війська (О. Конецпольський, М. Остророг, князь Д. 3аславський) був слабий і недосвідчений. Вишневецький, що хотів стати головним полководцем сил Речі Посполитої, не мав належного контакту з наступаючим військом держави. Певні своєї перемоги, полководці Речі Посполитої дозволили Хмельницькому зайняти дуже вигідні позиції біля Пилявців. У бою, який відбувся 23 вересня 1648 року, повстанці вщент розгромили військо Речі Посполитої. Військо Хмельницького, перейшло на західноукраїнські землі й на початку листопада 1648 року взяло в облогу Львів. Після облоги Львова, з якого Хмельницький взяв велику контрибуцію, щоб врятувати від грабунків кримських татар, не повідомляючи хана Ісляма Ґерая, вкотре відправив своїх послів до Московії для ведення переговорів про союз.
Деякі козацькі відділи дійшли до етнічно польських і білоруських земель, де також вибухнули антишляхетські й антипольські повстання. Також до козацького повстання долучилися і західноукраїнські повстанці — опришки, які в цей час тісно співпрацювали з козаками. Польська шляхта навіть називала опришків «другою армією Хмельницького». Опришки ще у травні 1648 року здобули королівський замок у Новотанці, а в липні — в Сяніку.
Крім цього в листопаді—грудні 1648 року козаки здійснили рейд через Карпати за межі Речі Посполитої — в українське Закарпаття, що було під контролем Трансильванії, де були на деякий час взяті околиці Ужгорода і Мукачева. Також в повстанні взяла участь і Буковина, яка належала тоді Молдавському князівству, в складі козацько-селянських військ перебувала значна частина буковинців, які утворили власний полк, що брав участь в облозі Львова 1648 року. З цього випливає, що у національно-визвольній війні взяли участь представники всіх тогочасних українських етнічних територій.
Ідучи назустріч проханням українських міщан, Хмельницький покинув облогу Львова і оточив Замостя, де були залишки військ Вишневецького. На той час Хмельницький мав з собою виснажене 30-тисячне військо, яке потерпало від епідемії чуми, не мало вдосталь провіанту, не мало змоги вести війну при зимових морозах. Також вагомою причиною відступу Хмельницького було те, що в разі взяття Замостя та подальшого просування війська територією Речі Посполитої, національно-визвольна війна мала вийти за етнічні кордони українців і перетворитися на загарбницьку. До того ж гетьман тверезо оцінив свої сили та міцність фортець, котрі йому необхідно було подолати по дорозі до столиці, тож він вирішив повернутись до Наддніпрянщини. 2 (12) січня 1649 року військо Богдана Хмельницького урочисто вступило до Києва.
Мобілізуючи всі сили Речі Посполитої, Ян ІІ Казимир у квітні 1649 перейшов у наступ проти Хмельницького. Головне військо Речі Посполитої, під проводом самого короля, виступило з Волині, а литовське військо, яким командував гетьман Литовський князь Януш Радзивілл, наступало на Київ. З допомогою Іслям-Ґірея Хмельницький 10 липня оточив частину королівського війська у Збаражі, оборону якого очолив князь Ієремія Вишневецький. Коли Ян II Казимир і його 25-тисячне військо рушило на поміч обложеним 15 липня 1649 року, Хмельницький несподівано напав на короля і оточив його біля Зборова. Тим часом у червні й липні литовське військо майже дійшло до Києва, але козацькі напади у запіллі примусили литовців відступити. Виглядало, що Хмельницький остаточно розгромить ворожі сили. 18 серпня 1649 року Хмельницький уклав з делегацією Речі Посполитої під проводом Юзефа Оссолінського Зборівську угоду.
У Хмельницького назріла думка цілком відірвати Україну від Речі Посполитої, але хоч він здобув ряд перемог, проте не міг остаточно розгромити ворога. Повна назва Зборівського договору: «Декларація Його королівської милості Запорозькому Війську на дані пункти». Він складається з 12 статей. Форма договору — жалувана грамота короля своїм підданим.
За умовами цього договору:
- Король визнавав самоврядність Війська Запорозького, Гетьманщини, у межах Київського, Чернігівського і Брацлавського воєводств.
- На землях Війська Запорозького влада належала гетьману, резиденція якого розміщувалась в Чигирині.
- Уряди всіх рівнів на території Гетьманщини мали право займати лише православні шляхтичі.
- У контрольованій козаками Україні не мали права перебувати війська Речі Посполитої та євреї.
- Тільки козаки та православна шляхта мали право обіймати державні посади.
- Єзуїти не мали права утримувати освітні заклади.
- Чисельність козаків Війська Запорозького обмежувалась реєстром у 40 000 осіб.
- Усі ті, хто не потрапив до козацького реєстру, мали повернутися до панів.
- Проголошувалась амністія всім учасникам Хмельниччини, православним і католицьким шляхтичам, які примкнули до козаків і воювали проти урядових сил.
- Православна Київська митрополія відновлювалася у своїх правах, а київський митрополит та двоє єпископів мали увійти до складу сенату Речі Посполитої. Питання про унію передавалось на розгляд сейму.

Кампанія закінчилася Зборівською угодою, якою не були задоволені обидві сторони.

### 1650—1651. Білоцерківська угода

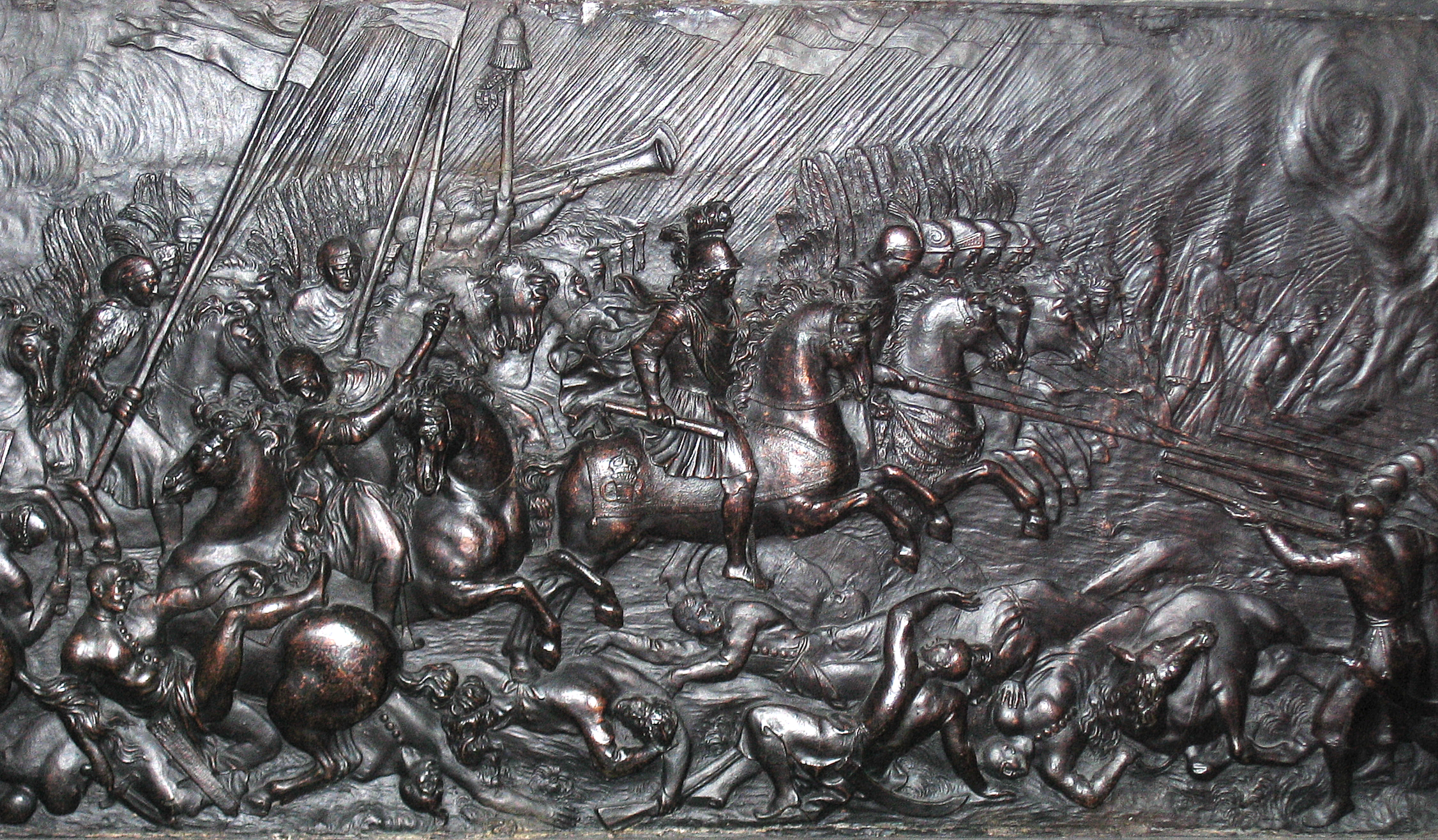
Атака поляків під Берестечком

Влітку 1650 року і українці, й поляки намагалися ізолювати одні одних дипломатично. Дипломати Речі Посполитої перестерігали Московське царство перед козаками і перетягнули на свій бік Василя Лупула, господаря Молдови. Хмельницький посилив свої зв'язки з кримськими татарами і Оттоманською Портою. Щоб запобігти поширенню впливів Речі Посполитої у Молдові, Хмельницький у серпні 1650 року вислав велике козацько-татарське військо в Молдову і примусив Василя Лупула підписати договір та обіцяти віддати заміж доньку Розанду за свого сина Тимоша.
Тим часом, коли козаки були зайняті у Молдові, 50-тисячне військо Речі Посполитої несподівано напало 20 лютого 1651 року на Брацлав. У червні відбувся головний Бій під Берестечком на Волині. Армія Речі Посполитої, у якій було близько 20 000 найманого німецького війська, набраного з ветеранів Тридцятирічної війни, стала проти українсько-татарського війська. Але українське військо, внаслідок відступу кримських татар та Хмельницького, зазнало поразки, і 10 липня 1651 року у тяжких умовах відступило до Білої Церкви. На початку серпня литовське військо зайняло і спалило Київ. Не зважаючи на ці невдачі, Хмельницький зібрав 50 000 війська і 24 — 25 вересня вступив у тяжкий, але не вирішальний, бій з ворогом біля Білої Церкви. Втомлені війною, обидві сторони почали переговори, підсумком яких була укладена дуже невигідна для Хмельницького Білоцерківська угода 18 вересня 1651 року.
Невдовзі по підписанні договору військові частини Речі Посполитої й шляхта почали повертатися в Україну і відновлювати старі порядки. Населення Правобережної України, занепокоєне появою попередніх дідичів, почало кидати свої оселі й переселятися на схід, на Лівобережжя й Слобожанщину.

### 1652—1654. Переяславська рада
Весна 1652 — зима 1653. Хоч козаки здобували далі деякі перемоги над поляками, з'явилися ознаки ослаблення і зневіри, і Хмельницький покладав щораз більшу надію на зовнішню допомогу. У 1651—1652 роки він посилив зв'язки з кримськими татарами й Оттоманською Портою. Центром його уваги була Молдова. Одруження Тимоша і Розанди мало забезпечити союз України з Молдовою, а далі з Османською імперією і Кримським Ханатом. Хмельницький вислав Тимоша на весні 1652 року з великим козацько-татарським військом до Молдови. 2 червня 1652 року відбувся бій під Батогом з 30-тисячним військом Речі Посполитої, з якого Хмельницький, що прийшов синові на допомогу, вийшов з блискучою перемогою, і в серпні 1652 Тиміш побрався з Розандою. Але на весні 1653 року молдовські бояри, підтримані Волощиною і Семигородом, повстали проти Лупула і козаків, а у вересні Тиміш загинув, обороняючи Сучаву. Смерть гетьманича 15 вересня 1653 року поклала кінець молдовській орієнтації Хмельницького.
Тим часом в Україні знову розгорілася війна. Велике 80-тисячне військо Речі Посполитої наступило на Поділля, але було оточене об'єднаними силами козаків і кримських татар під Жванцем на початку грудня 1653.
Тим часом до хана надійшли повідомлення про рішення Земського собору Московського царства від 1 жовтня 1653 року щодо протекції над Україною і готовності розпочати війну з Річчю Посполитою. В таких умовах Річ Посполита і Кримський ханат відчули потребу замирення перед лицем московської загрози, і Хмельницький мусив замиритися 5 грудня з поляками на основі Зборівського договору 1649 року.
Майже від початку повстання Хмельницький утримував дипломатичні зв'язки з Москвою, але цар Олексій Михайлович уникав від підтримки повстання, бо це означало б війну Москви з Річчю Посполитою. Проте поразки Речі Посполитої в Україні і загроза, що Хмельницький визнає зверхність Османської імперії, заохотили Москву до нових переговорів з гетьманом (1653), які закінчилися укладенням так званої Переяславської угоди (у січні — березні 1654 року) під час якої були підписані Березневі статті. За цими статтями, Україна визнала протекторат московського царя, зберігаючи свою цілковиту автономію і діставала військово-політичну допомогу Московського царства проти Речі Посполитої.

### Союз зі шведами 1654—1657

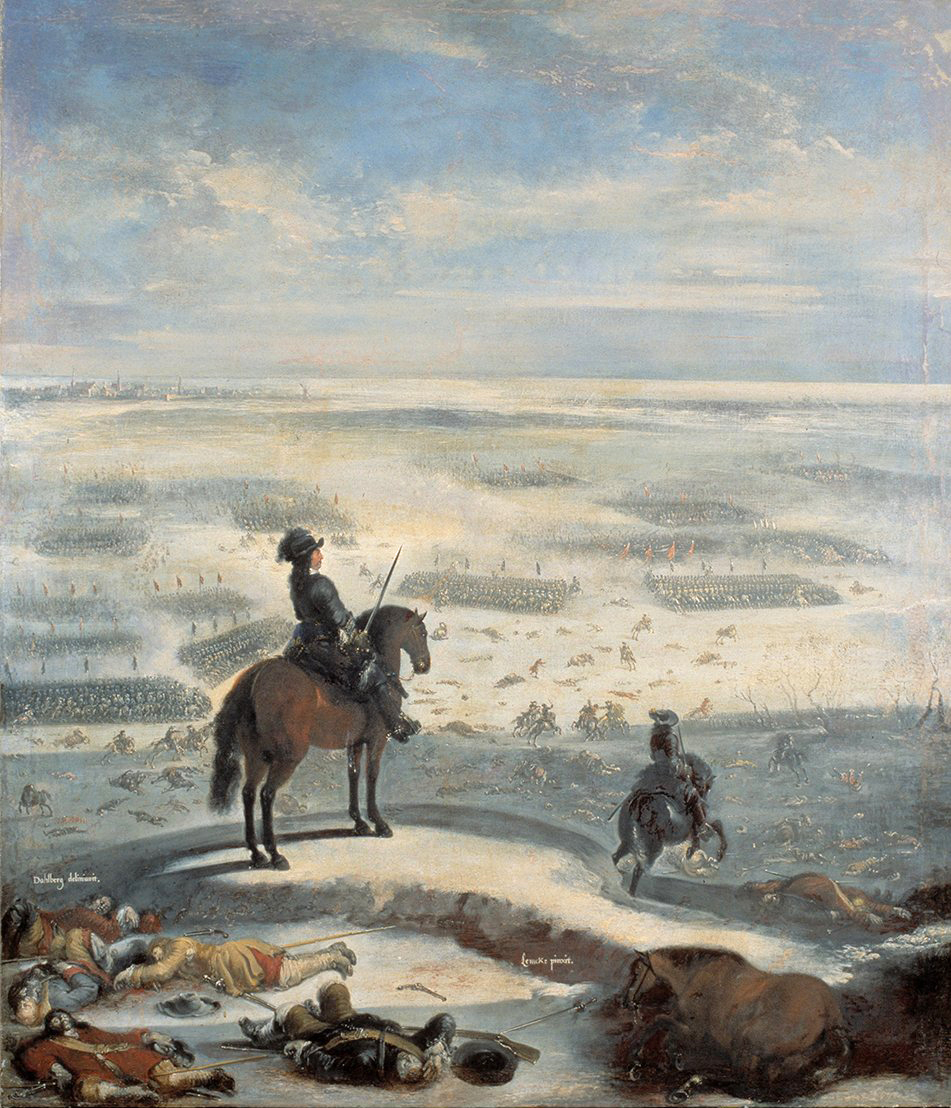
Карл X на полі битви

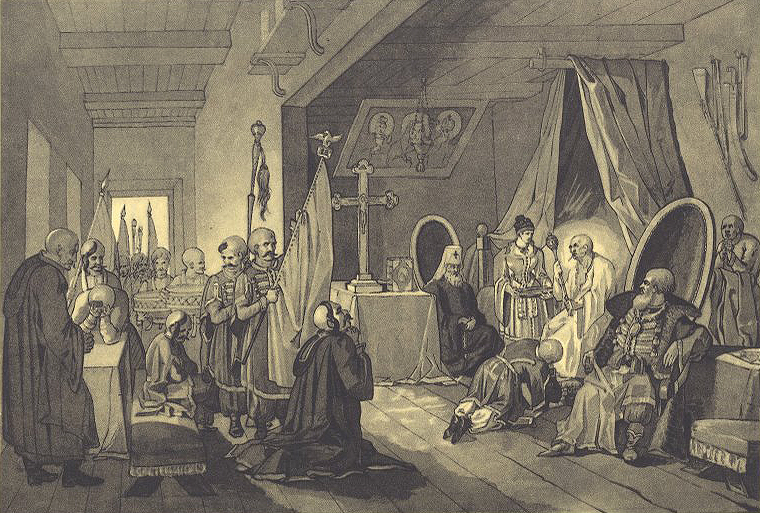
Смерть Хмельницького

Літо 1654 — осінь 1655. На цей час з'єднані україно-московські сили перейшли в наступ проти Речі Посполитої і досягли чималих успіхів. Головні бої тоді точилися на Правобережжі, Білорусі й Західній Україні. Улітку 1654 року московське військо (25000) і 20 000 козаків під проводом І. Золотаренка повели наступ на Білорусь і зайняли Смоленськ, а 1655 року, продовжуючи наступ, у липні заволоділи Вільно. Під час білоруських походів виникло певне напруження щодо питання — кому мають належати завойовані землі: чи Війську Запорізькому, чи Москві (за висловом В. Липинського, «війна двох Русей за Русь третю»). Тим часом поляки восени 1654 року виступили на Брацлавщину, а 20 січня 1655 року облягли Умань. Хмельницький і московський полководець В. Шереметєв, на чолі 70 000 україно-московського війська, пішли назустріч ворогові, й 29 січня 1655 року відбувся тяжкий, але не вирішальний, бій біля Охматова. Навесні того ж року україно-московські сили перейшли в наступ на західноукраїнських землях і наприкінці вересня облягли Львів, але у жовтні, коли кримчани, що тоді стали союзниками Речі Посполитої, прийшли полякам на допомогу, відступили на схід.
Осінь 1656 — літо 1657. Розчарування Хмельницького московитами зростає, і він шукає інших союзників для боротьби з Річчю Посполитою. Війна Речі Посполитої з козаками й Москвою дала шведському королеві Карлові X Густавові нагоду зайняти влітку 1655 року північні частини Речі Посполитої. Стурбована поширенням шведської сили, Москва уклала з поляками Віленське перемир'я (24 жовтня 1656) і разом з ними виступила війною проти Швеції.
Український уряд, посли якого не були допущені до переговорів, був дуже обурений Віленською угодою. Тому в жовтні 1656, ігноруючи протести Москви, Хмельницький вступив у ширшу коаліцію зі Швецією, Семигородом, Бранденбурґом, а почасти з Молдовою і Волощиною, метою якої був поділ Речі Посполитої. Гетьмана у тій коаліції найбільше цікавило те, що вона давала йому можливість зайняти західноукраїнські землі та з'єднати їх з правобережною Україною.
Але інтереси учасників цієї коаліції були розбіжні. До того ще Річ Посполита дістала дипломатичну й військову підтримку з боку Габсбурзької імперії й Московського царства, а також і Криму. Не зважаючи на це, у січні 1657 року 50-тисячне україно-семигородське військо (30 000 угорців і 20 000 українців), на чолі з князем Юрієм II Ракоці й полковником А. Ждановичем, напало на Річ Посполиту й зайняло Галичину та значну частину держави з Краковом і Варшавою. Але утиски угорського війська над місцевою людністю й інтриги московських агентів у козацькому війську, які значно послабили його боєздатність, спричинилися до того, що військо Речі Посполитої почало наступати, і Ракоці змушений був відступити на схід. Наприкінці липня 1657 року, оточений поляками й кримськими татарами під Межибожем, Ракоці капітулював (Чорноострівська угода 22 липня 1657). Спроба Ждановича втримати антипольський фронт, була невдала. Ця катастрофа прискорила смерть гетьмана (6 серпня 1657 року) і українсько-польська війна на цьому фактично закінчилася.

## Козацька держава

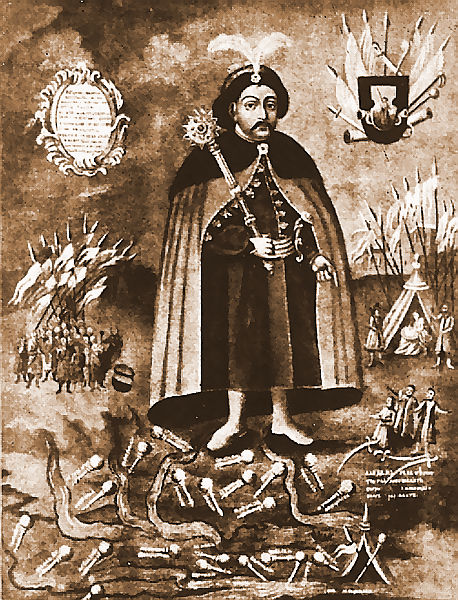
Богдан Хмельницький на карті Козацької України. Окремі полки позначені булавами (18 століття).

Генеза козацької держави «козацького панства» була значно старша за Хмельниччину. На думку деяких істориків (Іван Крип'якевич, Наталія Полонська-Василенко, Л. Окіншевич та ін.), українська козацька держава з'явилася ще в XVI ст. (Запорізька Січ). В'ячеслав Липинський вважав, що Козаччина «ставала поволі в національно чужій Речі Посполитій державою в державі». Але то були тільки зародки козацької державності, яка в XVII ст. піднеслася до ідеї «Козацького Панства» на старих козацьких теренах Наддніпрянщини (включно з Києвом) і на землях нової української колонізації на Лівобережжі (зокрема на півдні його), які козацтво вважало за набуток своєї шаблі й свого плуга. Ця ідея виросла на традиціях старої українсько-руської державності, що жили в Україні й за часів Литовсько-Руської Держави та панування Речі Посполитої після Люблінської Унії 1569. Ці традиції були живі й у колах української православної шляхти та вищого духовенства (Києво-Могилянський гурток 1620—1630-их років; протестація православного духовенства на сеймі, 1620—1621). Від часів гетьмана Петра Конашевича-Сагайдачного ці традиції входять в ідеологічний арсенал Козаччини. Про це добре знали в Речі Посполитій і в Західній Європі, зокрема у Швеції й у Семигороді, і вважали, що «козацький народ може відділитись від Польщі й збудувати окрему Річ Посполиту … якщо тільки знайде для своїх змагань розумного та шляхетного вождя й ініціатора» (слова семигородського князя Бетлена 1628). Такий вождь і з'явився в особі Богдана Хмельницького.
Вже перші вістки про повстання Богдана Хмельницького та його союз з Османською імперією й Кримом, показали урядові Речі Посполитої, що це початок національно-визвольної революції. Про те, що козаки «absolutnie chca w Ukrainie dominowac'» і що Хмельницький «novus formatur… ducatus», писали й коронний гетьман Микола Потоцький (березень 1648), і знавець українських справ Адам Кисіль, воєвода брацлавський (травень 1648).

### Концепції державного устрою
В українських політичних колах того часу були різні концепції нового державного устрою України. Серед православної шляхти й вищого духовенства досить популярною була ідея двовладдя: митрополита київського й гетьмана Війська Запорізького, відносини яких з Річчю Посполитою були б подібні до Бранденбургу (Пруссії). Але воєнні перемоги Хмельницького 1648–1649 і тріумфальний прийом гетьмана в Києві 1648, де його всі вітали, як «Мойсея, спасителя, збавителя і свободителя народу руського з неволі ляцької … пресвітлого володаря й княжої Руси», були рішучою перемогою «козацького панства».
Під час переговорів з посольством Речі Посполитої на чолі з А. Киселем у Переяславі (лютий 1649) Хмельницький сказав, що він «єдиновладний самодержець руський» і «досить має сил в Україні, Поділлі і Волині … в землі й князівстві моїм по Львів, Холм і Галич». Для послів Речі Посполитої стало ясно, що Хмельницький «Україну і всю Русь виповів ляхам». Виленський панегірик 1650–1651 на честь Хмельницького ствердив:
|  | «Когда король Казімір єсть в Польще Іоан, — в Русі єсть гетман Хмельницький Богдан». |

Свідомість божественного походження своєї влади з'являється в Хмельницького ще раніше. В листі до московського воєводи 29 липня 1648 він титулує себе так: «Богдан Хмельницький, Божією милостію Гетьман з Військом Запорозьким». Ця формула відтоді повторюється в усіх офіційних козацьких документах того часу: «Божією милостію Великого Государя нашего, пана Богдана Хмельницького, Пана Гетьмана всего Войска Запорозького» (лист глухівського сотника Сахна Вейчика до Севського воєводи князя Т. Щербатова 22 квітня 1651). У зверненнях чужинці Хмельницького титулували: «Illustrissimus Princeps» (або: «Dux»). Грецькі митрополити, що були в Україні 1650, поминали його під час служби Божої, як «Государя і Гетьмана Великої Русі». Князем і монархом титулував Хмельницького османський султан, «світлішим князем» («Illustrissimus dux») називали його інші чужоземні володарі.
Переяславська рада 1654 не змінила державного статусу України, титулу і влади її гетьмана. «Військо Запорозьке» й далі залишилося окремою самостійною державою, «Руською державою» («Государство Російське», як називав її Богдан Хмельницький в листі до московського царя 17 лютого 1654: «Малоросійское Государство», як писали тоді і пізніше в Москві), з власним головою держави — гетьманом Війська Запорозького, обираним довічно; навіть з виразними тенденціями спадковости та династичности його титулу та влади, з власним урядом, власним військом, власною зовнішньою політикою (обмеження зносин з Річчю Посполитою й Османською імперією не було запроваджене в життя), власним суспільним та економічним устроєм, власним законодавством і судівництвом, власними фінансами (обов'язок доходи з міст передавати в «государеву казну» залишився тільки на папері), нарешті, з власним церковно-культурним життям. Єдиною ознакою, скорше символом зверхности московського царя був його новий, український титул («царь Малой России, великий князь Киевский й Черниговский») і наявність московської залоги у Києві.
У руках Богдана Хмельницького залишилася вся повнота державної влади і щодо внутрішніх справ країни і щодо її зовнішньої політики, яку він провадив самостійно й незалежно. Гетьман і далі був «государем і гетьманом» української держави, «зверхнілшим владцею і государем отчизни нашої», як його називають офіційні українські документи, «нашей земли начальником і повелителем» (митрополіт Сильвестр Косів, 1654) «господарем усієї Руської землі» (сам Богдан Хмельницький, 1655), «dementia . divina Generalis Dux Exercituum Zaporoviensium» (лист до господаря Валахії К. Шербана, 1657). «Як цар у своїй землі цар, так гетьман в своїм краю князь або король» (слова гетьманського писаря Івана Виговського семигородському послові 1657). Державний статус України за Хмельниччини здобув собі міжнародного визнання. Корсунський союзний договір зі Швецією 6 жовтня 1657 визнавав Україну за «народ вільний і нікому не підлеглий» («pro libera gente et nulli subjecta»).

## Хмельниччина та Білорусь

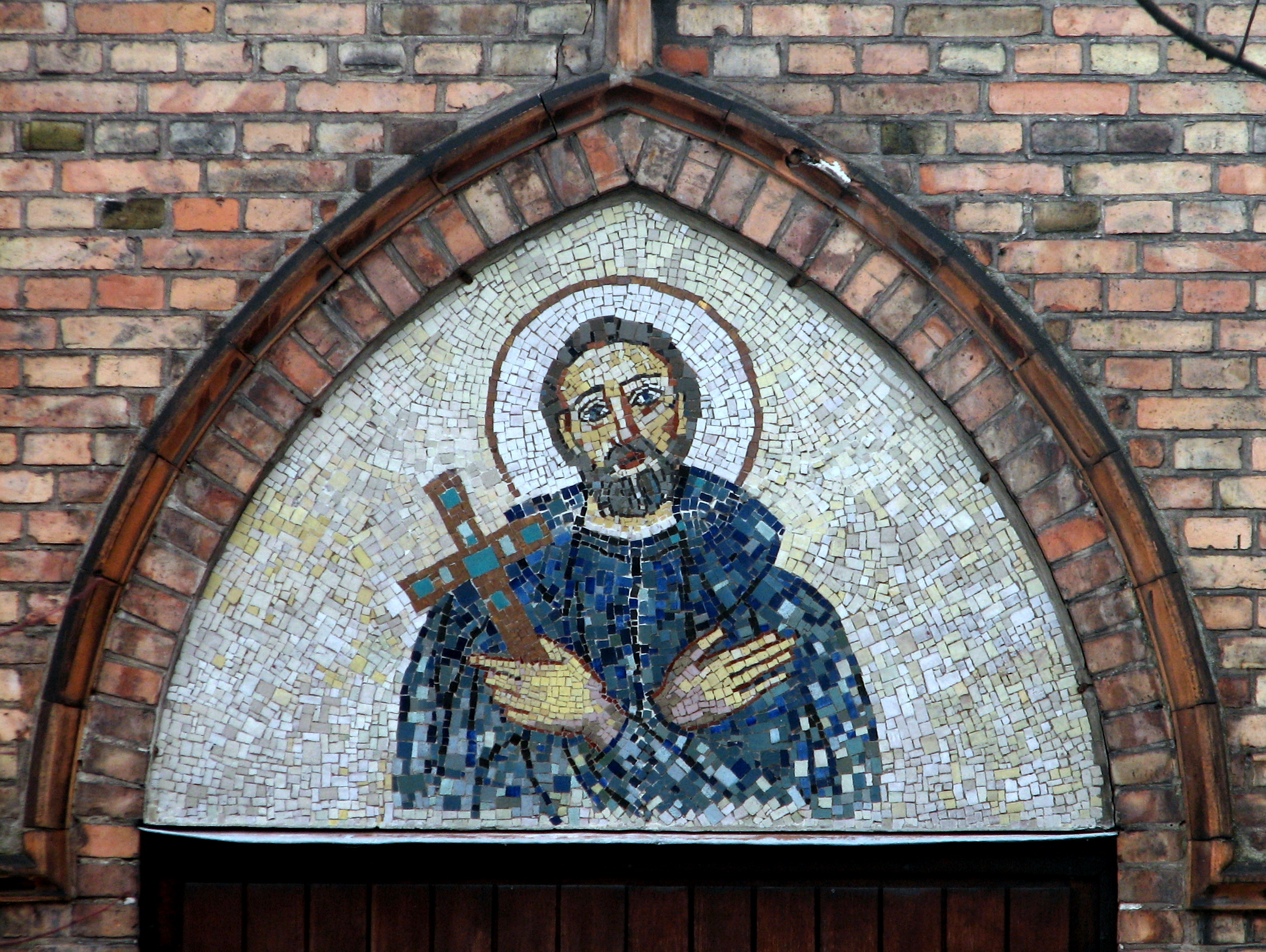
Андрій Боболя — єзуїт, замучений козаками в Білорусі

У висліді Хмельниччини була не тільки утворена нова державна формація «Войска Запорожского Украйна» (як її називали в Москві); а й відновлена стара «Руська Держава» («Государство Російское»; в розумінні України: лист Богдана Хмельницького до московського царя 17 лютого 1654). У всіх переговорах зі Швецією й Семигородом Хмельницький вимагав визнання прав козацької держави «на всю стару Україну, або Русь (Роксолянію), де грецька віра і мова їх ще існує, аж по Вислу».
У зв'язку з цим в українській політиці щораз більше активізувалася білоруська проблема. Вона цікавила Козаччину ще в 16 ст. (походи Григорія Лободи й Наливайка), Хмельницький віддавав їй увагу з самого початку революції. Він підтримував козацький рух на Сході Білорусі під проводом К. Поклонського. У 1655–1657 роки існував Білоруський полк під владою Війська Запорозького. В Білоруський полк, гетьман призначав своїх свояків Івана Золотаренка, «гетьмана Сіверського» (1655), І. Нечая («полковник Білоруський, Могилівський, Гомельський і Чауський», 1656). Д. Виговського («полковник Биховський», 1655).
1656 року Хмельницький прийняв під свій протекторат Слуцьке князівство, яке належало князю Б. Радзівілові, а 1657 Старий Бихов, якому він видав універсал на вільний торг з Україною; 28. 6. (8. 7.)
У 1657 році на прохання пинської шляхти прийняв під свій, своїх наступників і Війська Запорозького протекторат Пинський, Мозирський і Туровський повіти.
Ці акції викликали велике занепокоєння Москви, яка розпочала «боротьбу двох Русей за Русь третю» (Вячеслав Липинський).
Хоча смерть Хмельницького припинила подальшу експансію України на білоруські землі, але традиція «Руської Держави» збереглася в українській політиці за Івана Виговського, а відгуки її знаходимо й пізніше.

## Наслідки
М. Грушевський, І. Крип'якевич, Д. Дорошенко та ін. вважають головним наслідком національно-визвольної війни 1648—1657 років відновлення державності українського народу і завершення, переважно, процесу формування української національної держави — Української козацької республіки. Сучасні українські історики розглядаючи проблему тривалості визвольної війни, говорять, що політичні події 1648—1676 років — це ланки єдиного процесу боротьби українського народу за створення національної держави, її незалежність і територіальну цілісність. Хмельниччина чимало змінила міжнародно-політичну систему Східної Європи, а також зробила певні зміни в соціально-економічну структуру Козацько-Гетьманської України (переважно було ліквідовано велике й середнє землеволодіння феодалів Речі Посполитої та деякою мірою кріпацтво; набула поширення козацько-селянська земельна власність), створила нову провідну верству — козацьку старшину, що згодом, у XVIII ст., перетворилася на українську шляхту, а в XIX ст.— на українське дворянство. Хмельниччина відновила державний розвиток українських земель, продовжила традицію старої українсько-руської державності й пронесла її, з відповідними змінами й модифікаціями, до новітньої доби (національно визвольна революція 1917 й утворення сучасної української держави 1917–1920 pp.).

### Жертви

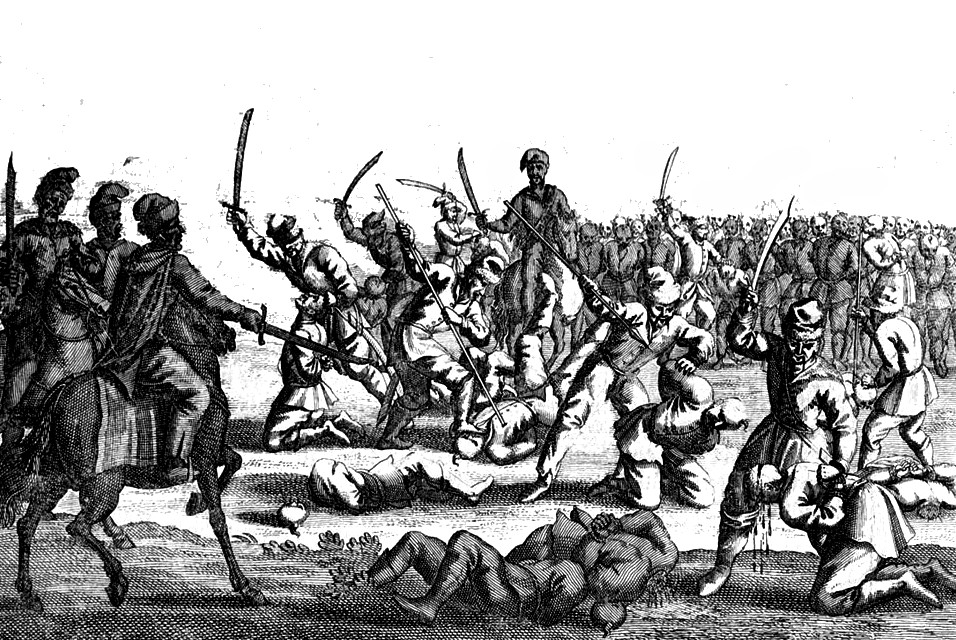
Страта полонених під Батогом.

Коли Хмельницький звернувся до населення України із закликом підтримати його у боротьбі зі шляхтою Речі Посполитої, яка порушує веління короля, він обіцяв надати всім учасникам руху козацький статус. Саме з літа 1648 року розгорнулася жорстока селянська війна під гаслом: «Змішати ворожу кров у полі з жовтим піском». Особливо часто насильство над неукраїнським населенням чинили загони Максима Кривоноса, Івана Ганжі, Олександренка, Чуйка, Степка, Неминикорчми, Вовгури-Лисенка. Гетьман навіть мав намір судити Кривоноса за надмірну жорстокість щодо членів польських та єврейських общин.
Не краще поводилась й інша сторона, про що красномовно свідчить універсал коронного гетьмана Миколи Потоцького, у якому той загрожував пограбувати все майно повстанців і поголовно знищити їх сім'ї. Загальним правилом став масовий розстріл полонених, катування взятих у полон розвідників. Особливо популярним катуванням було саджання на палю.
В епоху релігійних війн подібна нетерпимість є не винятком, а правилом. Нерішучі спроби гетьмана та частини старшин ввести акції помсти у якось обмежене русло виявилися марними. Те ж саме відбувалось і у «коронерів».
Під час повстання постраждала не тільки шляхта Речі Посполитої, а й євреї, греко-католицькі священникі та українське міщанство.

#### Українські жертви
За приблизними оцінками в період війни 1648—1657 років загинуло до 300 тис. українців[джерело?]. Тільки внаслідок протистояння козацької армії гетьмана Виговського та повсталих проти нього козаків в 1658 році загинуло близько 50 000 осіб.

#### Польські жертви
Відома згадка архідиякона Павла з Алеппо, який повідомлював 1654 року, що козаки винищили сотні тисяч поляків разом з жінками та дітьми.

#### Єврейськіжертви

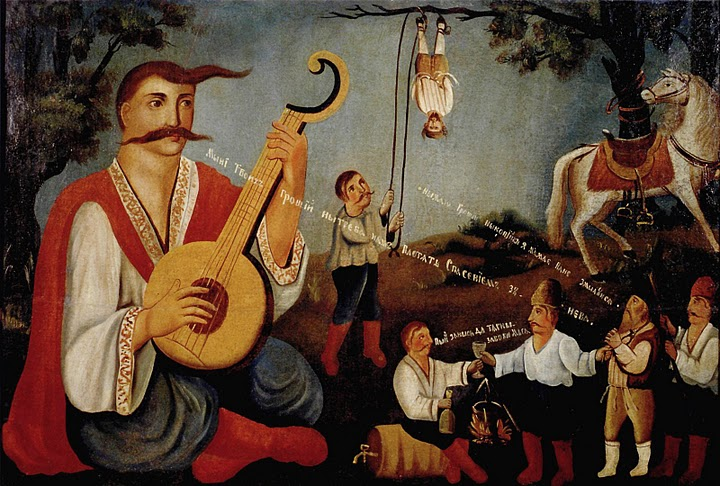
Козак Мамай на тлі страти євреїв.

Серед учасників антипольського повстання були сильні й антиєврейські настрої.
Доля жителів будь-якого містечка, захопленого повстанцями, залежала від свавілля місцевого командира, якому належала повна свобода дій. Відомі випадки, коли євреї давали «присягу» козакам (тобто приймали хрещення по православному обряду) і залишалися в живих. Характерно, що в Західній Україні і південно-східній Польщі, коли армія знаходилася під безпосереднім командуванням Хмельницького, козаки деколи вважали за краще не йти на штурм, а брали викуп і знімали облогу, якщо обложені вирішували відкупитись. Це допомогло таким містам як Львів, Жовква, Замосць, Дубно.
Також євреї іноді збройно захищалися. У Львові озброєні євреї захищали бастіони міста, те саме відбувалося і в інших містах: Перемишлі, Бучачі, Кам'янці-Подільському, де євреї брали активну участь в обороні та бою і допомагали полякам винищувати повстанців.
Страти панів і євреїв супроводжувались пограбуваннями з боку бідних верств учасників народного повстання. Відомими є такі події у Немирові, та в Яссах (Молдова), описані Павлом Алеппським. Знищення єврейських общин описані очевидцем подій Натаном Гановером в книзі «Глибокий мул» та іншими свідками.

##### Передісторія
Пани-землевласники часто здавали свої маєтки разом з селянами в оренду, причому орендарями, як правило були євреї. Оскільки орендар розпоряджавсь маєтком лише протягом відносно короткого періоду він намагався отримати якнайбільший прибуток з нього, жорстоко визискуючи селян. Відповідно ненависть широких мас населення поширювалась не лише на євреїв-орендарів, а на всіх осіб цієї національності. З цього приводу Богдан Хмельницький звертався до українських селян, говорячи, що поляки продали їх (український народ) «у руки проклятих жидів».
Також зазвичай євреї були власниками шинків, які завдяки пропінації ставали причиною зубожіння селянства. У 1616–1622 роках на Київщині 80 % прибутків старостату давали збори від оренди землі. У фільварках Г. Сангушка з 1601 року євреї-орендарі, викупивши земельний фонд за 40 тис. злотих, навіть отримали право виносити смертні вироки непокірним селянам [джерело?].
Напруження зростало й з іншого боку: з 1640 року православні ієрархи України заборонили парафіянам купувати у євреїв м'ясо, служити в них кухарями чи прибиральниками.

##### Кількість жертв, наслідки
Кількість євреїв, що загинули у роки Хмельниччини, через відсутність якісних історичних джерел оцінюється доволі приблизно і історики за різними методиками підрахунку називають від кількох тисяч до 100 тисяч осіб і більше..
Єврейські і польські хроніки повстання схильні перебільшувати кількість жертв. В історичній літературі кінця XX століття поширені як оцінки в 100 000, загиблих євреїв і більше, так і цифри в діапазоні від 40 до 100 тисяч.
За даними Короткої єврейської енциклопедії за період повстання загинуло не менш ніж 30 тисяч представників єврейського населення.
Єврейська енциклопедія зазначає, що за максимальними оцінками на всій Речі Посполитій (як в Україні, так і в сучасній Польщі) в період 1648—1667 років загинуло, померло від епідемій і голоду 40-50 тисяч євреїв. Оцінити жертви з боку тільки українських козаків та селян неможливо, оскільки схожі акції проводили і війська Речі Посполитої та населення.
На міжнародній конференції що відбулася 1998 року в Бар-Іланському університеті за підсумками доповідей було оцінено число жертв від 18 до 20 тисяч.
За умовами Зборівської угоди 1649 року євреям заборонялося перебувати на Київщині, Чернігівщині та Брацлавщині.

## Пам'ять

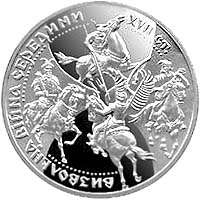
Ювілейна монета присвячена 350-річчю початку визвольної війни

У Свято-Георгіївському чоловічому монастирі, що в національному історико-культурному заповіднику «Козацькі могили» відбувається щорічне богослужіння ПЦУ (раніше — УПЦ КП) та урочисте вшанування пам'яті українських героїв — козаків та селян, які загинули в битві під Берестечком у 1651 році та у всіх інших битвах національно-визвольної війни

### У культурі

#### У кінематографі
- «Богдан Хмельницький» (‎1941, УРСР)
- «Вогнем і мечем» (1999, Польща)
- «Богдан-Зиновій Хмельницький» (2006, Україна)
- «Гетьман» (2015, Україна) — фільм режисера Валерія Ямбурського[36] розповідає про ці історичні події.